# Schloss Hadamar

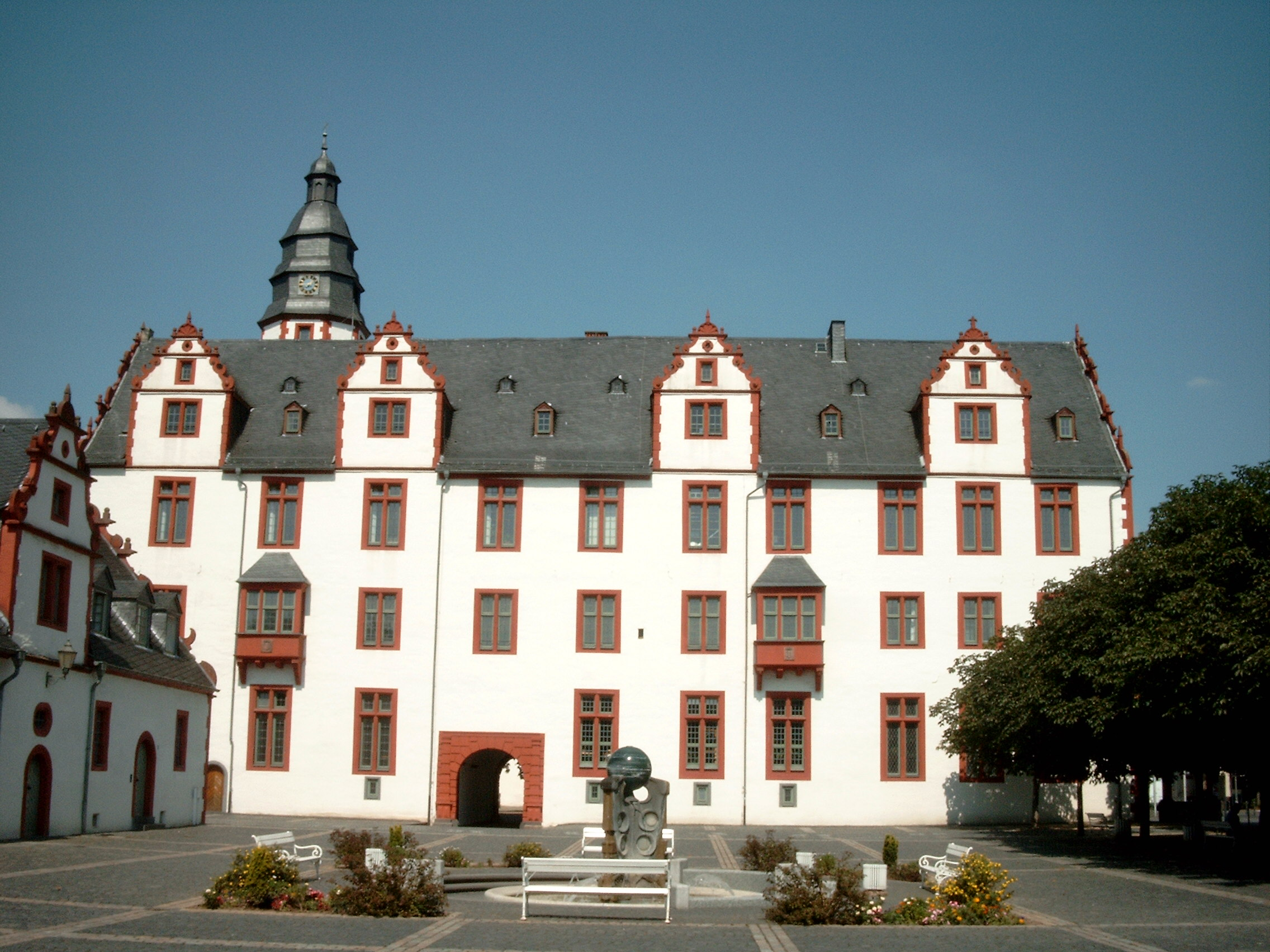
Ala sul do Schloss Hadamar a partir da Schlossplatz. À esquerda podem ver-se parte dos edifícios do pátio de serviço.

O Schloss Hadamar é um palácio alemão que se ergue na cidade hesseana de Hadamar. Foi a residência da linhagem hadamarense da Casa de Nassau e, com essa função, sede temporária da soberania de um principado independente. Na sua actual forma construtiva, é caracterizado pelo Renascimento. O palácio é agora um edifício governamental, sendo os edifícios agrícolas adjacentes utilizados como museu da cidade e sede de tribunal.
O palácio está localizado na margem esquerda do rio Elbbach, no centro da actual cidade de Hadamar, mas situava-se na periferia do núcleo urbano medieval e do início da Era Moderna.

## História

### História inicial
Na área do actual palácio existiu, logo após 1190, uma fazenda do cisterciense Mosteiro de Eberbach. Nessa época, o assentamento de Hadamar ficava exclusivamente do lado oposto do rio. Nos anos seguintes, o mosteiro expandiu nitidamente as suas propriedades nas imediações. Provavelmente, pouco depois da formação da fazenda também terá sido construída, para sul, uma casa-forte, talvez como substituição duma obsoleta torre fortifcada no Burgberg (Monte do Castelo), o actual Mönchberg (Monte do Monge), situada acima da aldeia de Hadamar. Mais tarde, foi construída a casa nos terrenos do castelo. No decorrer do século XIII, surgiram disputas de propriedade com as vizinhas famílias de cavaleiros, o que resultou no declínio económico do mosteiro.
As alas norte e leste ainda assentam, em grande parte, sobre as fundações do mosteiro em forma de L. Ainda é especialmente visível a antiga abside da capela na parte leste da ala norte. A cave da ala leste foi, em grande parte, recebida a partir dessa construção. No interior do edifício sobre essa cave, foram preservadas até hoje as divisões de espaço dos antigos gabinetes administrativos do mosteiro.

### Construção e reformas

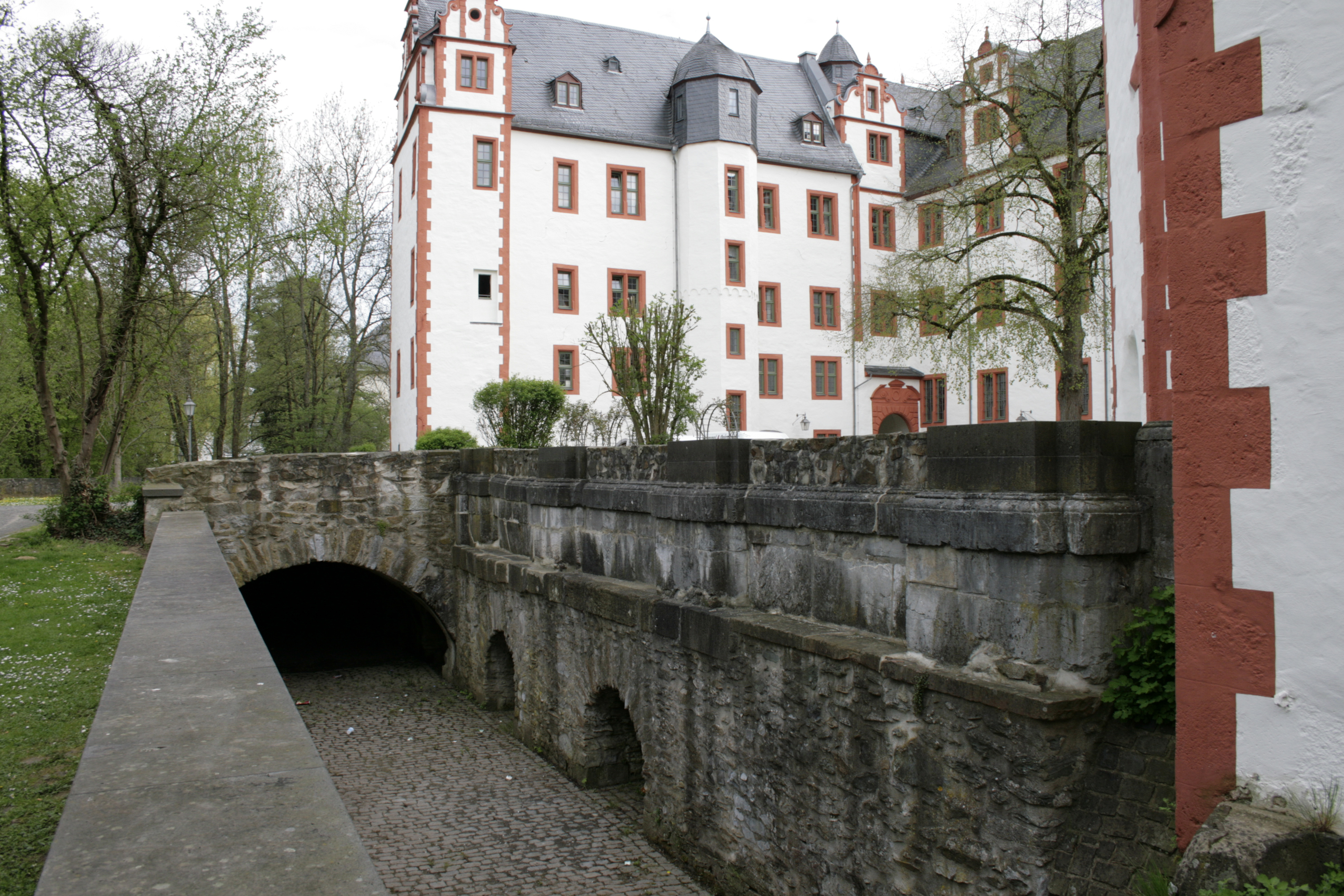
Restos dos fossos na zona oeste do complexo.

No dia 18 de Dezembro de 1320 surge finalmente uma escritura de venda datada, na qual o Mosteiro de Eberbach cede por escrito a sua fazenda em Hadamar, incluindo uma capela na aldeia e muitas possessões nos arredores, para o Conde Emich I da Casa de Nassau. Ele mandou construir um castelo com fosso de água no terreno da fazenda e, a sul deste, um pátio agrícola com um celeiro da dízima. Depois que Hadamar recebeu o estatuto de cidade, em 1324, foi construída uma muralha em torno do assentamento, por enquanto limitado ao lado esquerdo do Elbbach, na qual o castelo foi incluído.
Em 1349 extinguiu-se a linhagem antiga de Nassau-Hadamar. Cidade e castelo tiveram vários proprietários ao longo dos anos seguintes, entre os quais se incluem várias linhagens da muito ramificada Casa de Nassau, os Condes de Katzenelnbogen e os de Eppstein, às vezes simultaneamente com direitos de propriedade divididos. No século XV parece ter havido a primeira grande reconstrução do castelo. Um salão de colunas e uma capela devem ter sido criados na ala leste em 1440. Em 1529/1530, a antiga ala norte foi demolida até às fundações e erguida de novo, embora o esqueleto do telhado tenha sido aproveitado. Em 1540, partes do castelo, bem como várias áreas da cidade, foram destruídas num incêndio, no qual a ala leste parece ter sido particularmente afectada.
Em 1557, cidade e castelo voltaram novamente à plena posse da Casa de Nassau, agora na linhagem de Dillenburg. Com a sua ascensão ao poder, João VI de Nassau-Dillenburg começou, em 1559, com planos para uma grande renovação que, no entanto, foram abandonados por falta de dinheiro.

### Nova construção sob Johann Ludwig

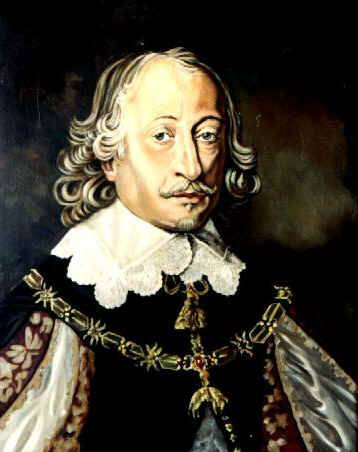
Johann Ludwig von Nassau-Hadamar

Em 1607, o condado de João VI foi dividido entre os seus filhos. Johann Ludwig recebeu Nassau-Hadamar que, assim, se tornou de novo num condado independente e, sob Johann Ludwig como um dos regentes mais importantes, deveria ser elevado a principado. A partir do ano da herança, foram relatadas para o castelo condições estruturais de tal forma pobres, que o mordomo (kellermeister) não tinha uma residência que o pudesse esperar.

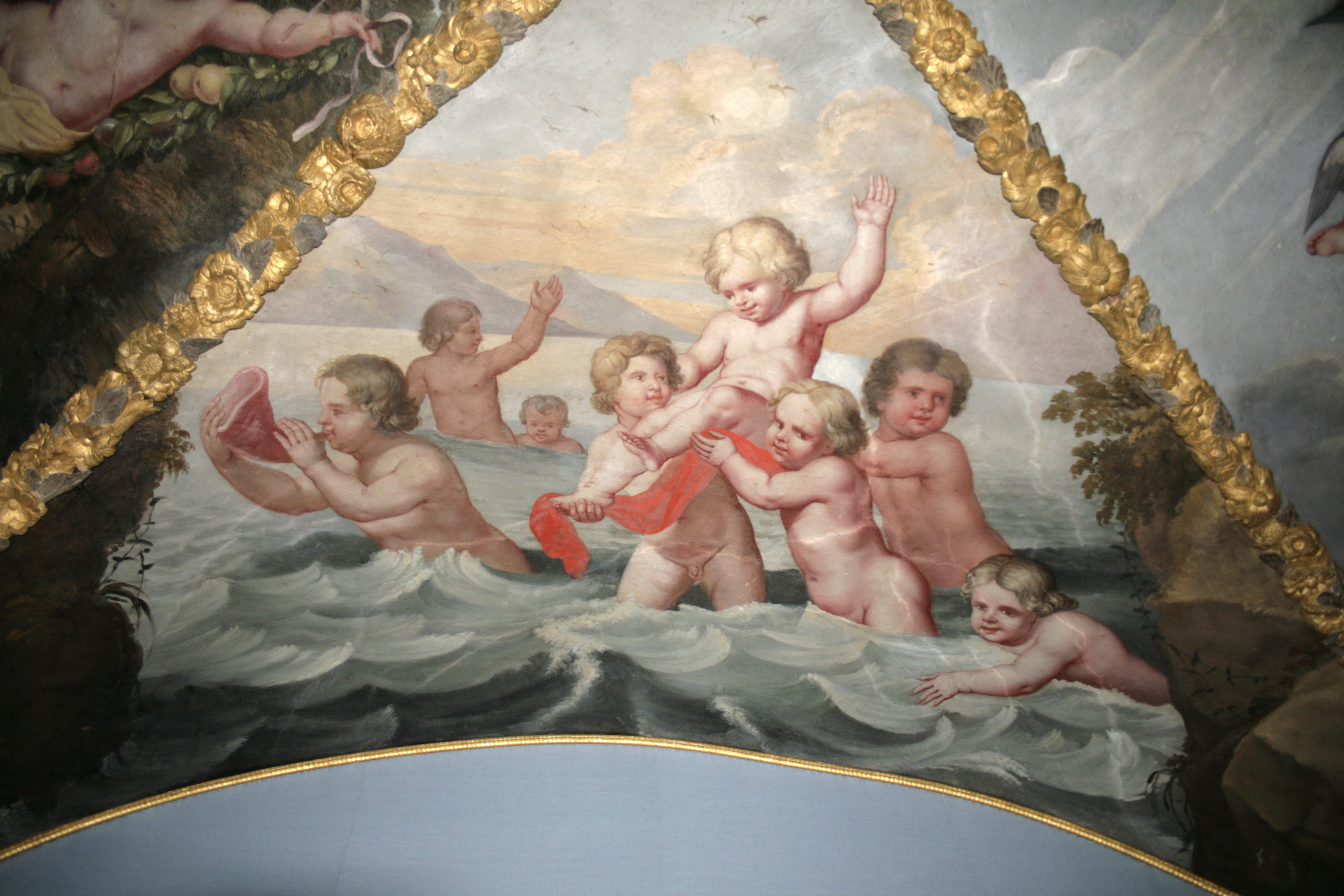
Pintura de tecto na antiga residência dos príncipes.

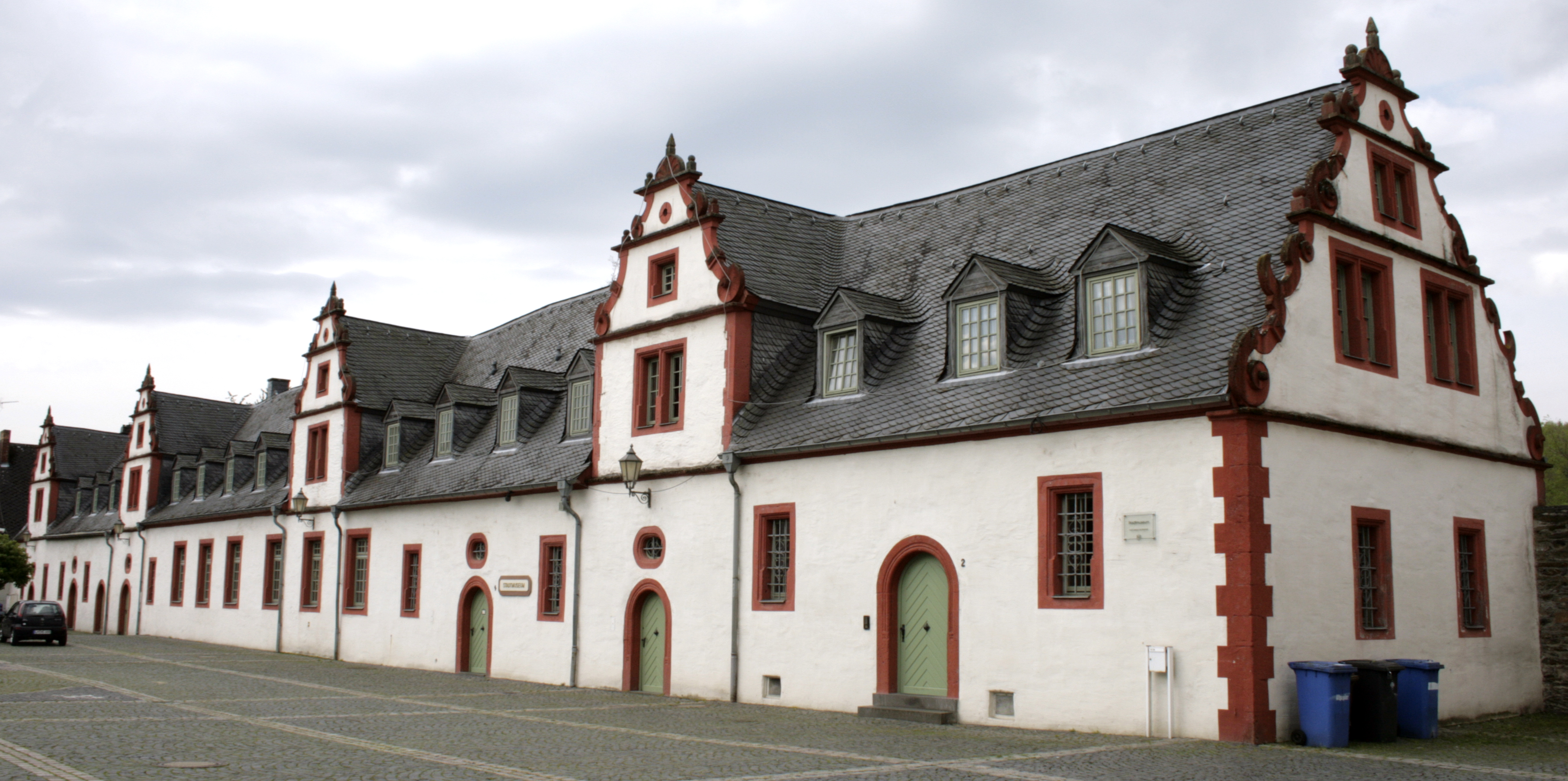
Ala restante do pátio agrícola norte, actual museu da cidade.

Depois de atingir a maioridade, Johann Ludwig começou rapidamente com planos de reconversão que deviam transformar o castelo num palácio. Em 1612 começaram os trabalhos para a renovação da ala norte, com os quais grande parte da torre de menagem foi arrasada. A partir de 1616, o mestre de construções Joachim Rumpf, natural de Hanau, foi o principal conselheiro do conde nesta matéria. Juntamente com os abrangentes planos de renovação dos edifícios residenciais deu-se a aquisição de terrenos adjacentes, já que a cidade em crescimento tinha sido empurrada até ao fosso. Além disso, Johann Ludwig propôs um extenso novo planeamento da nova cidade na margem esquerda do Elbbach. Em 1617 foram reconstruídas e expandidas as alas norte e leste para servirem de habitação para a família dos príncipes recém-casados. A ala sul, completamente erguida de novo, foi concluída em 1629. No mesmo ano foram concluídos dois pátios agrícolas a sul do palácio. Entre 1637 e 1648, o conde participou nas negociações da Paz de Vestfália. Nesse período, os trabalhos de construção fizeram uma pausa. Então, seguiram-se apenas pequenos trabalhos decorativos. Neste momento, o palácio de Hadamar era o maior complexo palaciano de todos os territórios dos diversos ramos da dinastia Nassau.
Em 1650, Johann Ludwig foi elevado à dignidade de príncipe e em 1652 esse título passou a ser hereditário. Depois da morte de Johann Ludwig, o palácio foi estendido para norte, em 1680, com a construção do "Edifício Novo" (neuen Bau), sob o seu filho Franz Bernhard, tutor do seu neto Franz Alexander. Sob Franz Alexander, emergiram, na viragem do século XVII para o século XVIII, particularmente trabalhos em estuque e pintura de tectos para continuar a decoração do palácio, especialmente na ala sul. Os estuques nesta área são atribuídos à oficina de Eugenio Castelli e as pinturas do tectos a Valentin Küßner. Em 1743 terminou, com a morte do Príncipe Wilhelm Hyazinth, a linhagem nova de Nassau-Hadamar.

### O palácio até hoje

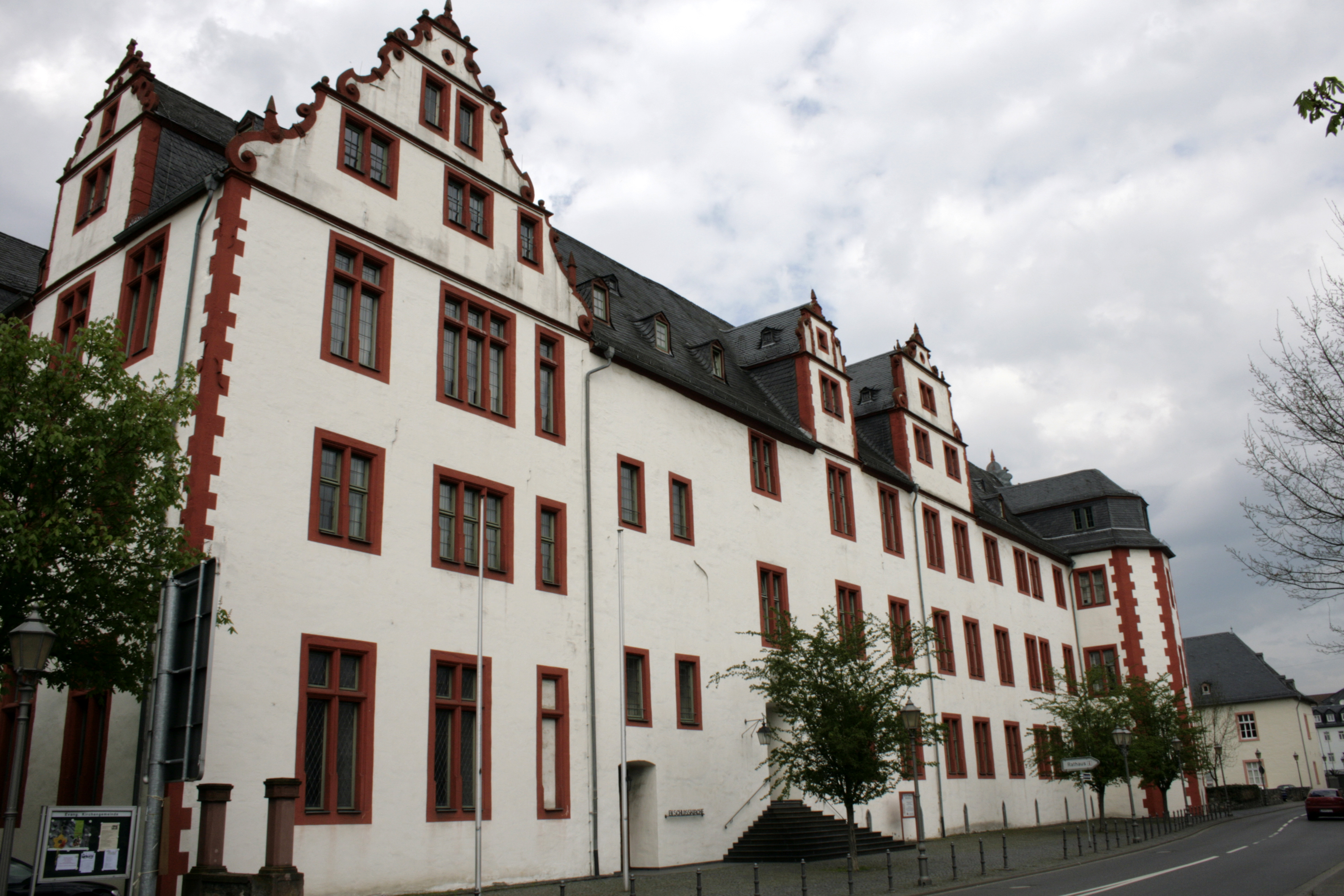
Ala leste, actualmente perfilada sobre a Gymnasiumstraße.

Nos anos seguintes, várias partes do palácio serviram de espaços administrativos e residenciais. Entre 1804 e 1810, o "Edifício Novo" serviu para alojar o supremo tribunal de Nassau. Durante as Guerras Napoleónicas, serviu várias vezes como lazareto. A partir de 1823, o palácio abrigava juntamente com a antiga escola jesuíta, que estava no lado oposto do jardim do palácio, uma escola secundária, cujas salas de aulas foram criadas na ala leste. Nos anos seguintes, os Nassauischer Zentralstudienfonds (Fundos de Estudos Centrais de Nassau) compraram todo o edifício central do palácio. Em 1844, a oferta de ensino foi estendida a um Gymnasium (liceu). A partir de 1867, o "Edifício Novo" norte passou a abrigar o tribunal local de Hadamar (amtsgericht). Os antigos jardin do palácio foram, em parte, usados como campo de ginástica. Em 1902 passou a haver um ginásio. Em 1908 ocorreu, em parte, o restauro da decoração em estuque no salão da ala sul. Em 1912, com o piso do meio da ala sul, até então domínio de escritórios arrendados, passou para a posse dos Zentralstudienfonds a última parte que faltava do palácio. Depois que o director passou para lá a sua residência, a escola deixou finalmente o velho edifício dos jesuítas. Em 1928 seguiu-se a instalação de laboratórios científicos, de aquecimento central e de linhas eléctricas.

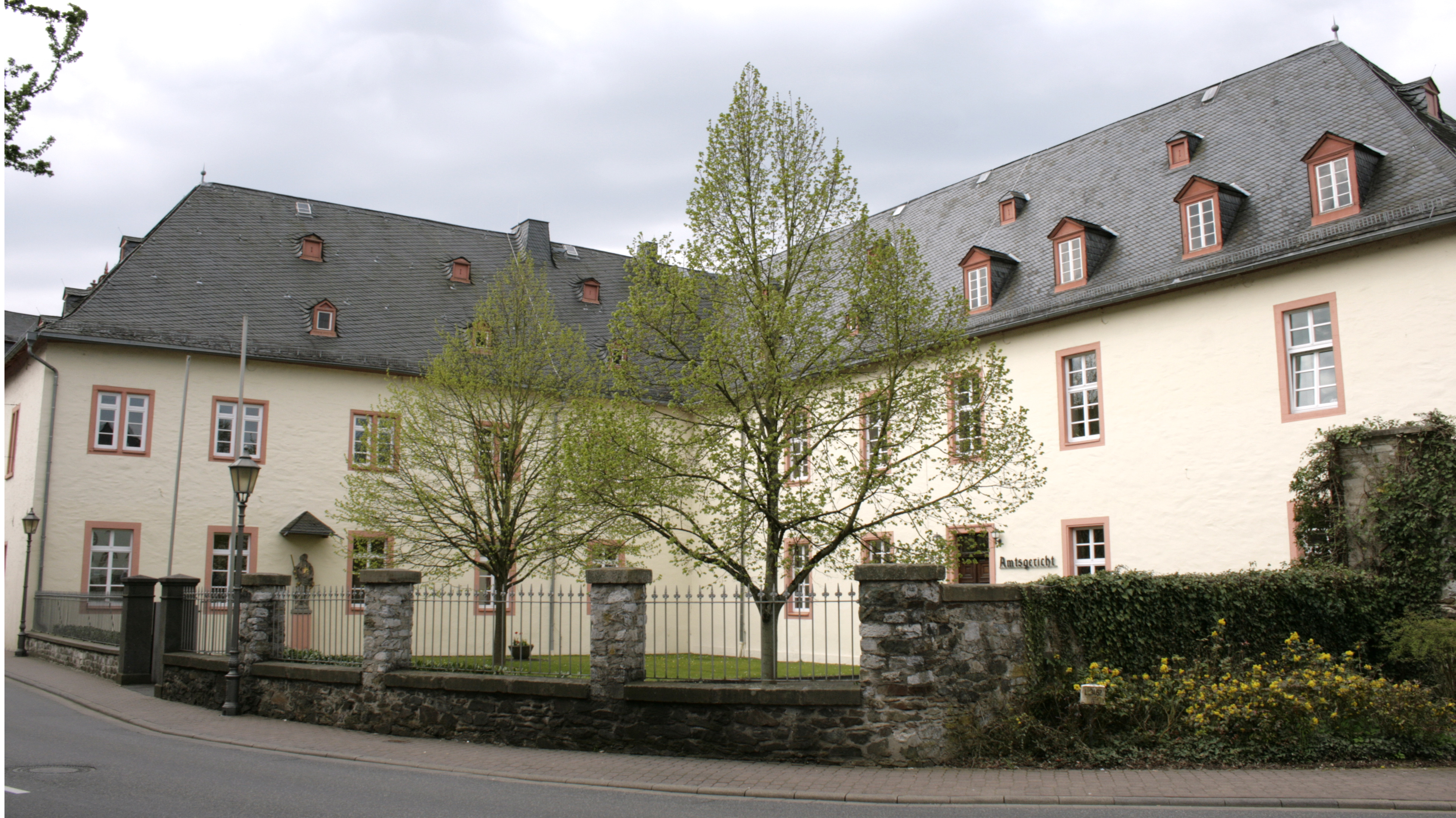
O "Edifício Novo", actual sede do tribunal de comarca.

Em 1939, o gymnasium foi dissolvido pelo Terceiro Reich e transformada numa faculdade de formação de professores, voltando novamente a funcionar como gymnasium em 1945. Só a partir de 1943 é que o amtsgericht de Hadamar operou como uma filial do amtsgericht de Limburg, voltando novamente a funcionar e forma independente em 1947. Com a fundação do Estado do Hesse, o palácio passou para a sua posse. Em 1971, o gymnasium foi agrupado com a hauptschule e a realschule de Hadamar numa abrangente cooperativa de ensino, tendo-se mudado para um novo edifício no Wingertsberg, nos arredores da cidade, onde ainda existe até hoje com o nome de Fürst-Johann-Ludwig-Schule (Escola Príncipe Johann Ludwig).

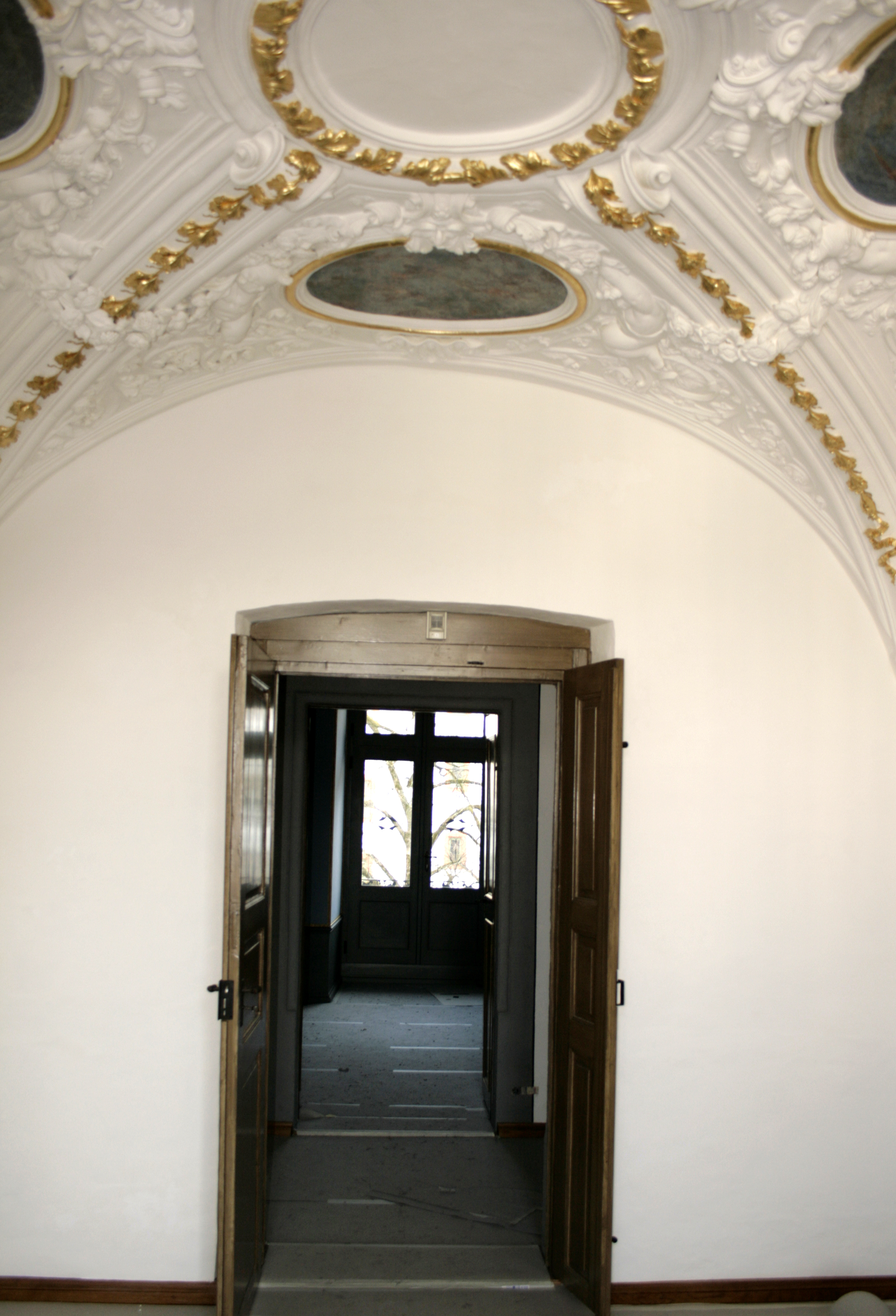
Sala com tecto ornamentado na residência dos príncipes.

Depois que o gymnasium saiu do complexo, o edifício principal do palácio ficou vazio por muito tempo e entrou em decadência. Quando finalmente foi reabilitado, entre 1982 e 1988, para ser convertido em centro administrativo, grande parte das suas características foram perdidas, especialmente nos trabalhos de estuque do interior. Em Dezembro de 1988 mudaram-se para o palácio a Inspecção de Trabalho (Gewerbeaufsichtsamt) de Limburgo e o Departamento Florestal (Forstamt) de Hadamar. O Departamento Florestal de Hadamar foi fundido em 2004 com o Departamento Florestal de Weilmünster, sendo a sede dos serviços transferida para esta última. A Inspecção do Trabalho de Limburgo foi incorporada em 2002 no conselho regional de Gießen. O dezernat 25.3, a segurança e saúde ocupacionais e o ahndungsstelle central ainda mantêm os seus gabinetes no palácio.

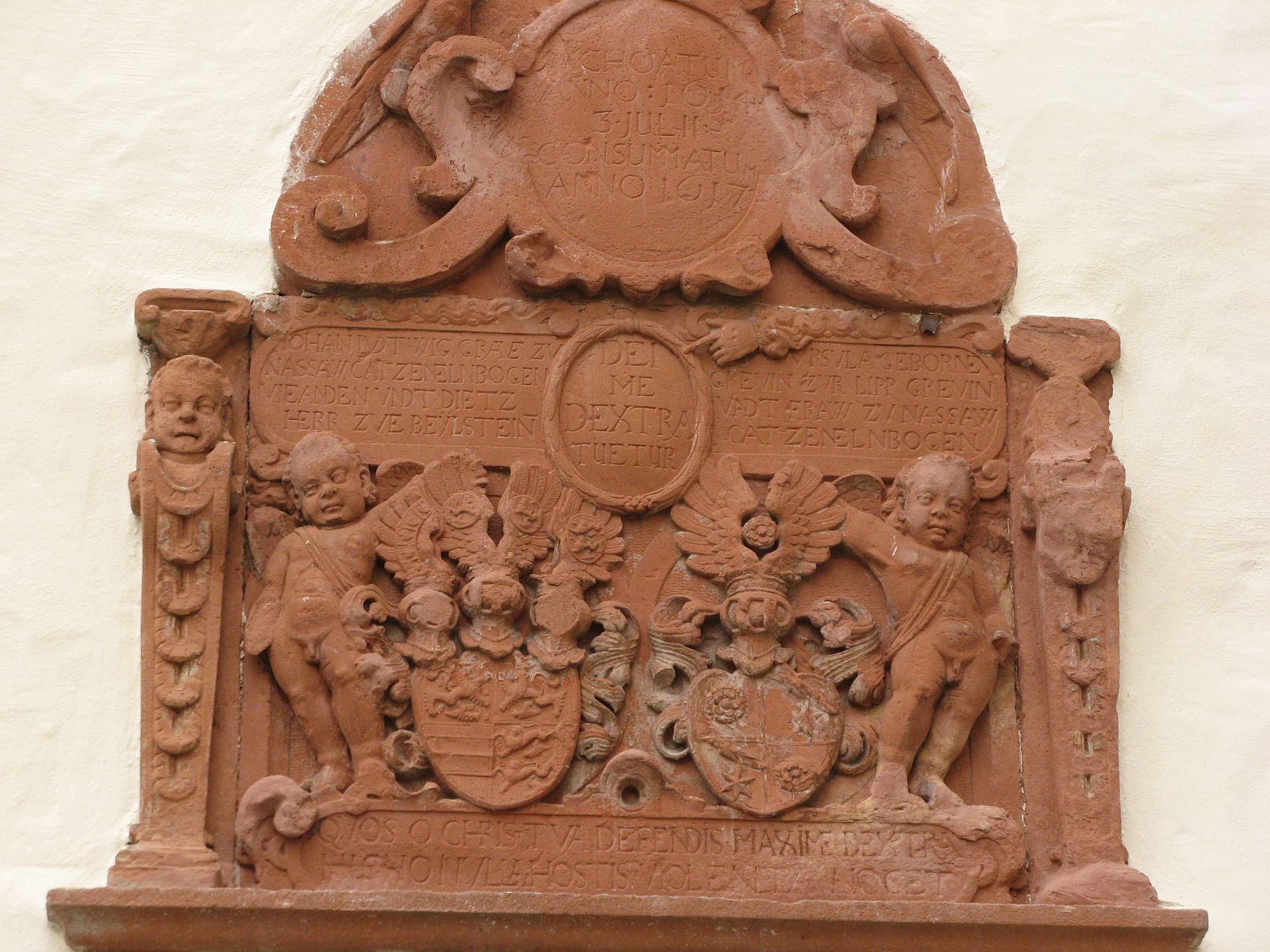
Brasão de aliança entre o Príncipe Johann Ludwig e a Princesa Ursula von Nassau-Hadamar no portal do palácio.

Desde 1997, o Departamento de Veterinária e o direito do consumidor do Distrito de Limburg-Weilburg estão alojados no palácio, tendo sido reforçados no final de 2010 com mais secções dos departamentos de agricultura, água e conservação do património. O palácio serve de local de trabalho para cerca de 80 funcionários.
O amtsgericht (tribunal distrital) de Hadamar já não é um tribunal independente desde o início de 2005, sendo agora uma ramificação do amtsgericht de Limburgo. Na antiga residência dos príncipes está agora acomodado um Museu da Escola de Vidro de Hadamar (Museum der Glasfachschule Hadamar).
Nos edifícios restantes do pátio agrícola norte foi inaugurado, em 1988, o Museu da Cidade de Hadamar (Stadtmuseum Hadamar). No pátio agrícola sul permanece apenas um edifício, o qual abriga o Restaurante Fohlenhof.
Além de ser um edifício classificado, o palácio recebeu o estatuto de edifício protegido em caso de guerra ao abrigo da Convenção de Haia.

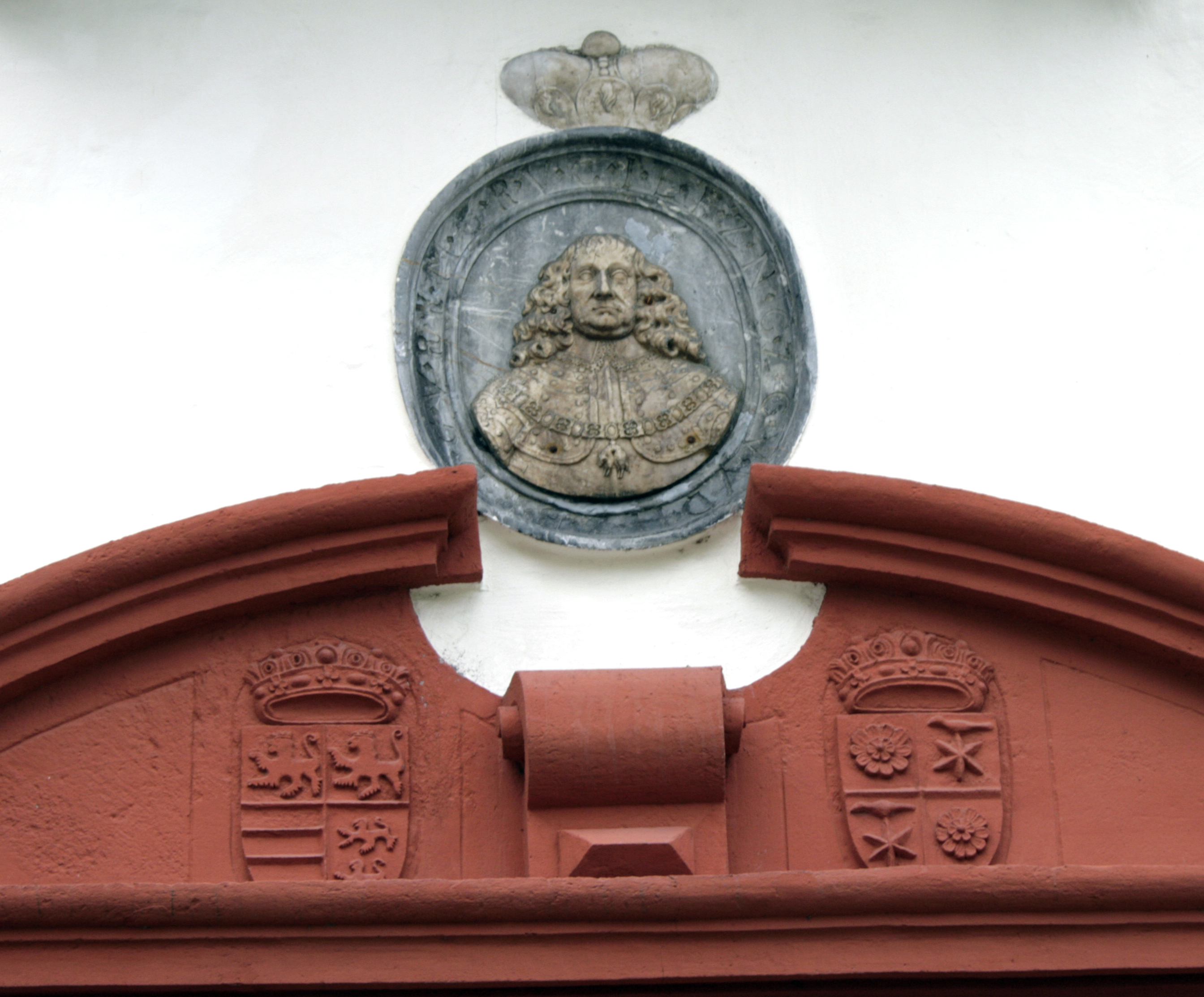
Medalhão sobre o portão sul do pátio interior, antes do portão principal do palácio
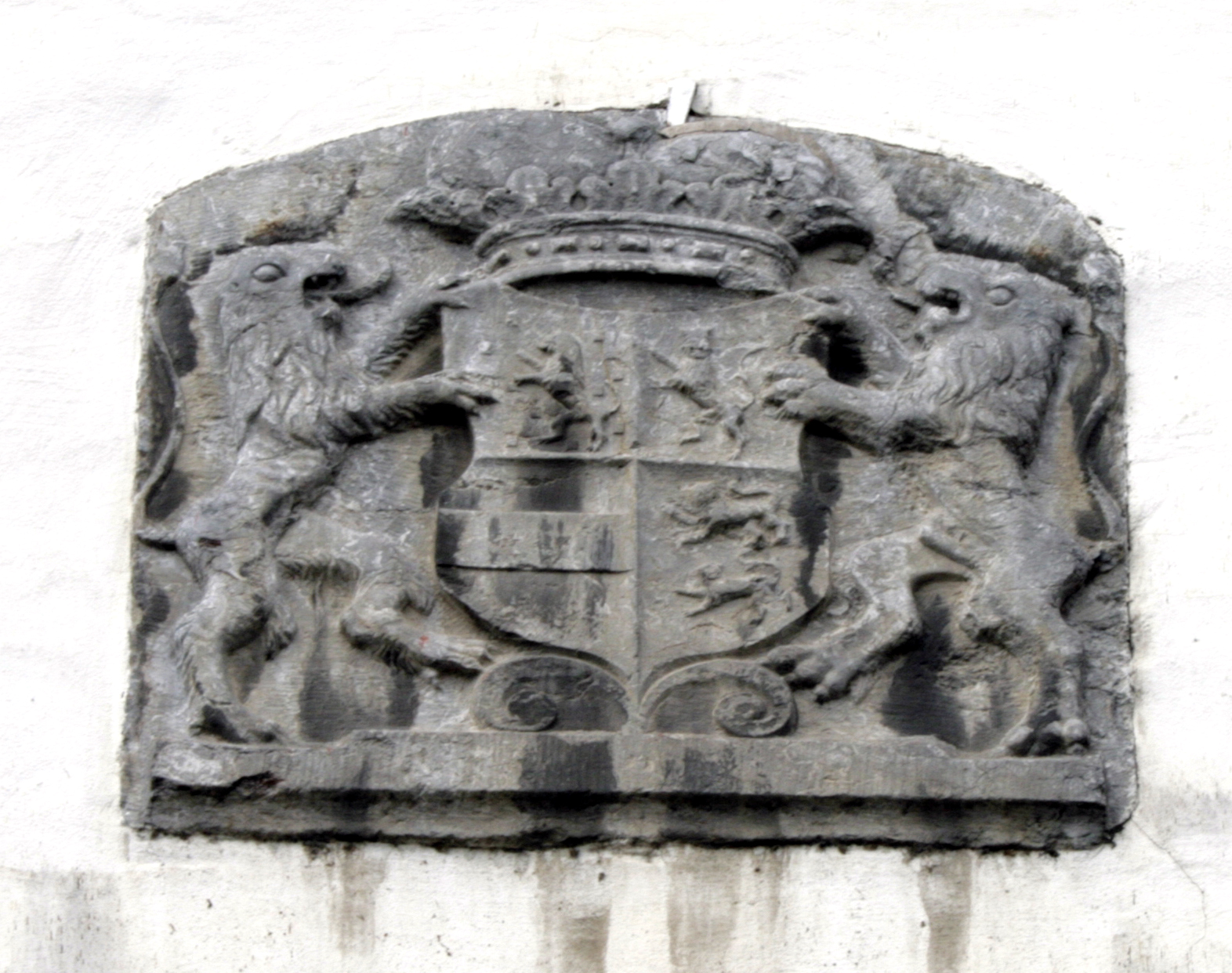
Brasão sobre a actual entrada principal na ala leste
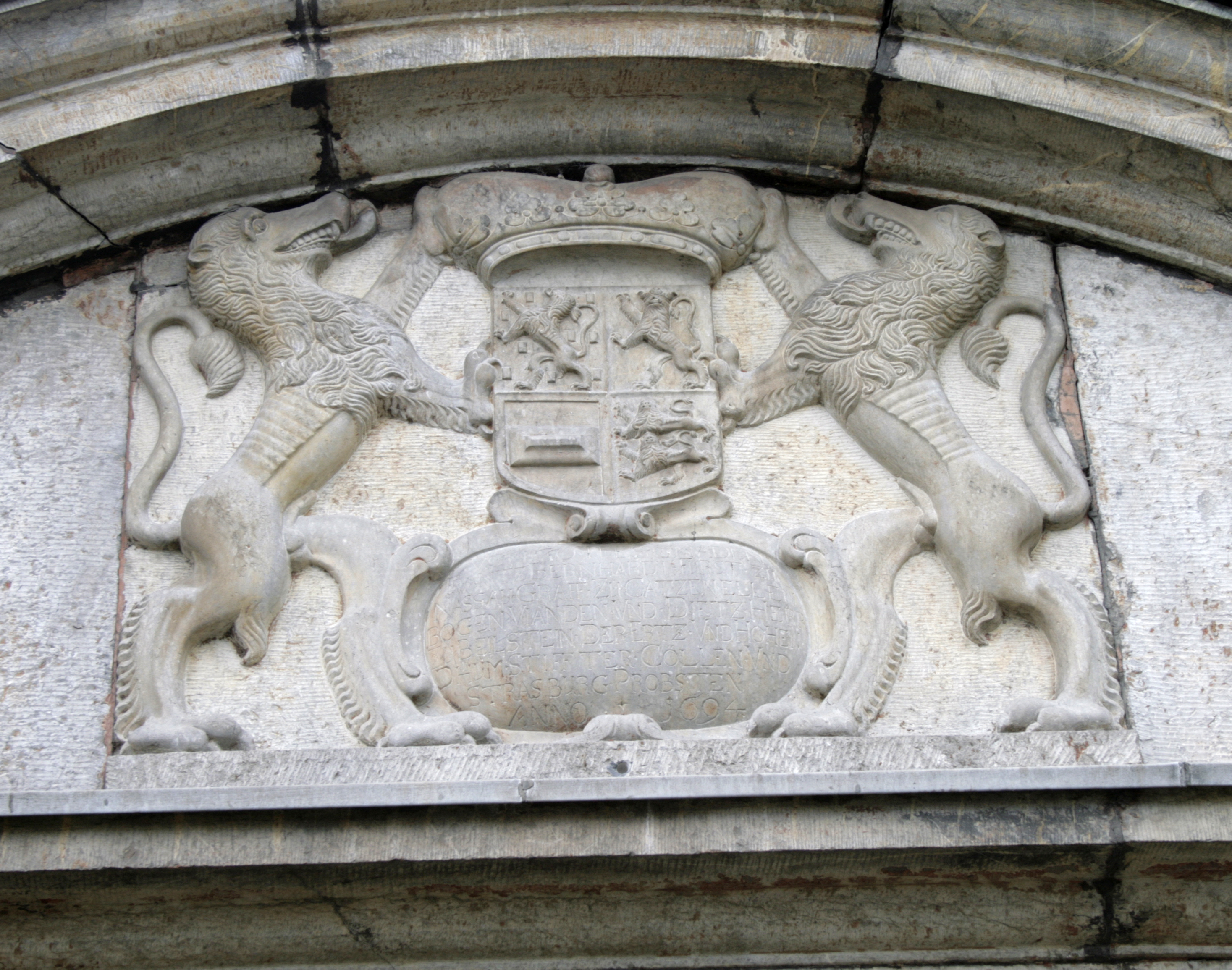
Brasão de Franz Bernhard von Nassau-Hadamar no muro exterior do "Edifício Novo"
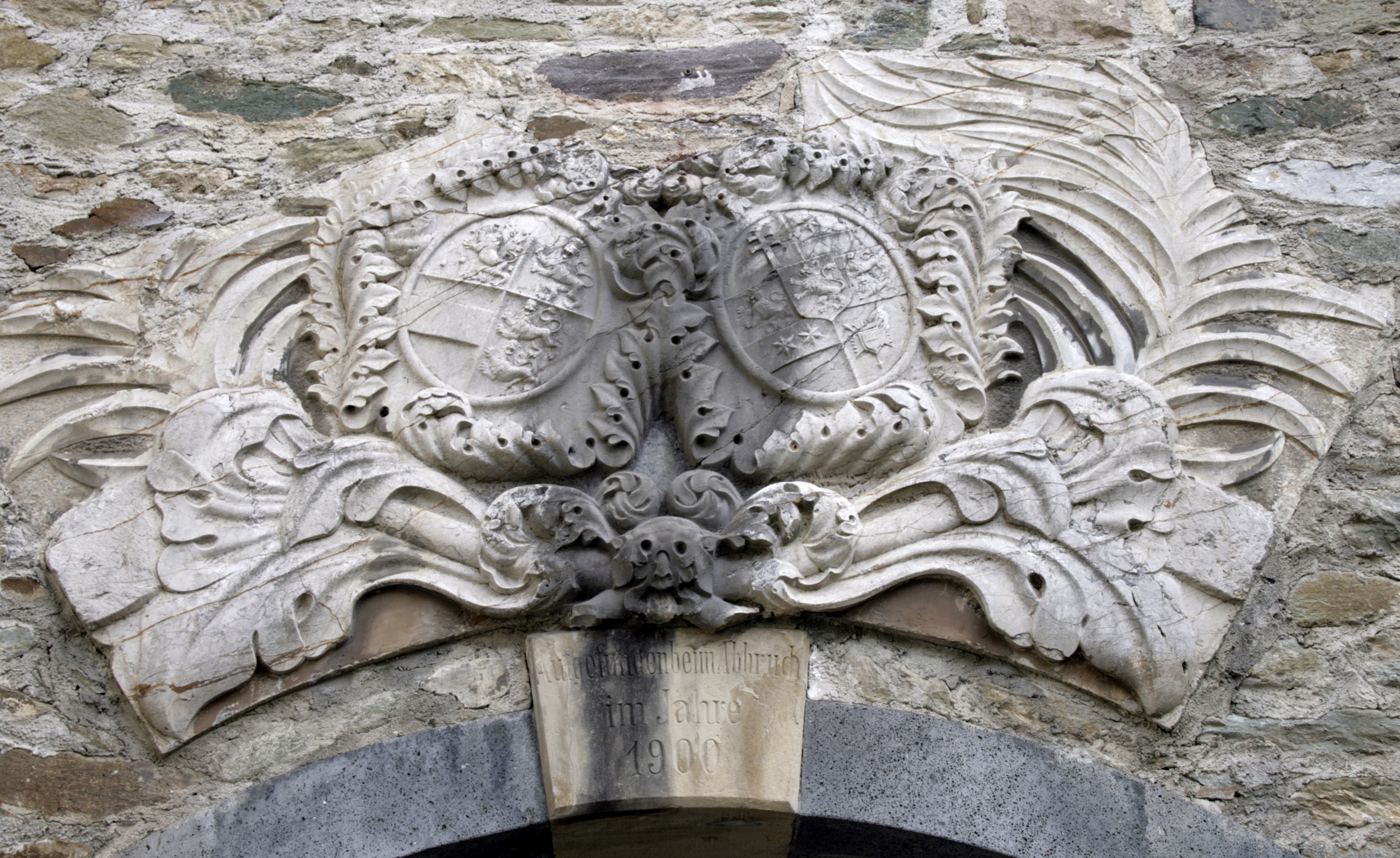
Brasão duplo de Franz Alexander von Nassau-Hadamar e da sua esposa no pátio do "Edifício Novo"
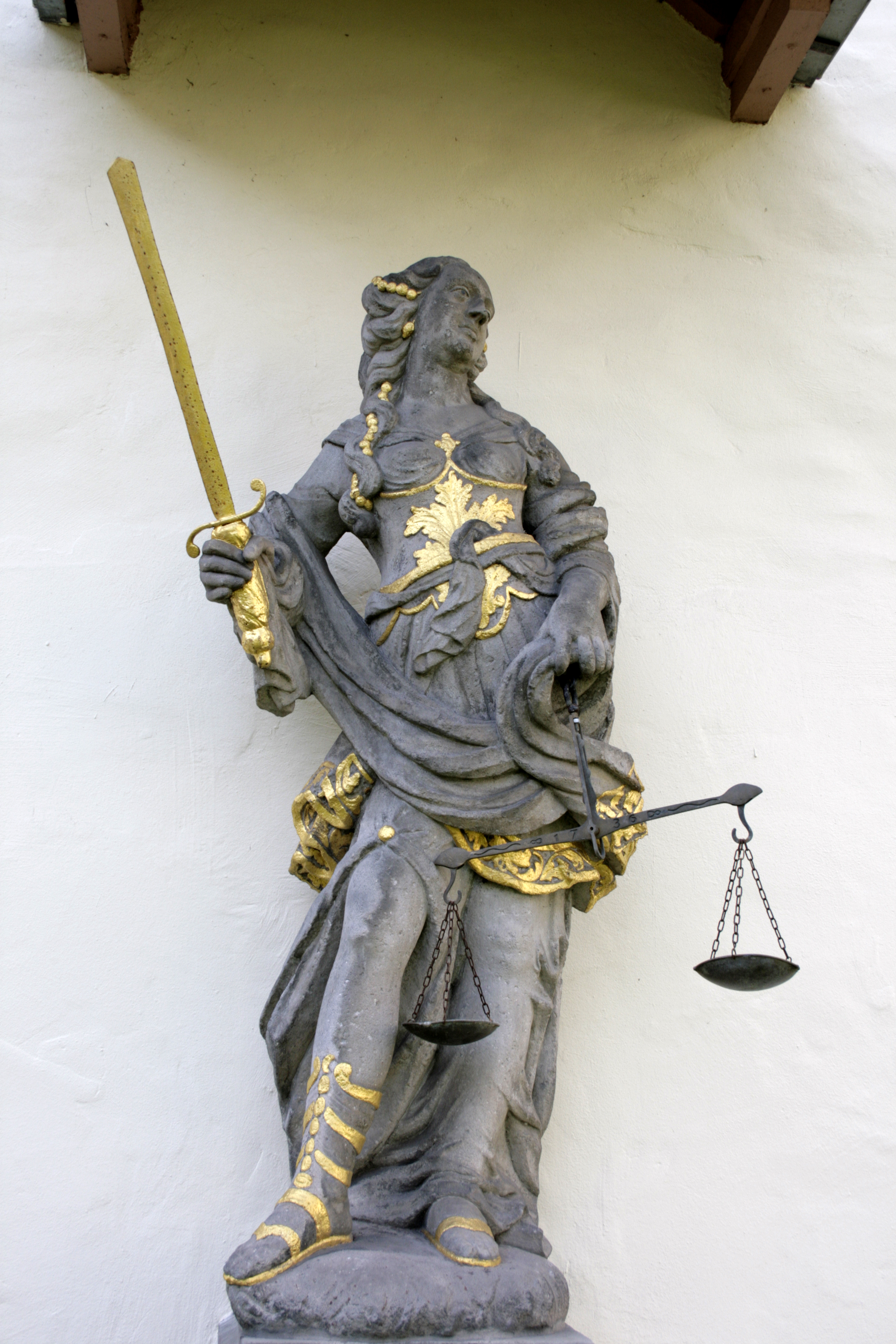
Estátua da Justiça no pátio do tribunal de comarca

## Descrição

### Estado em 1607

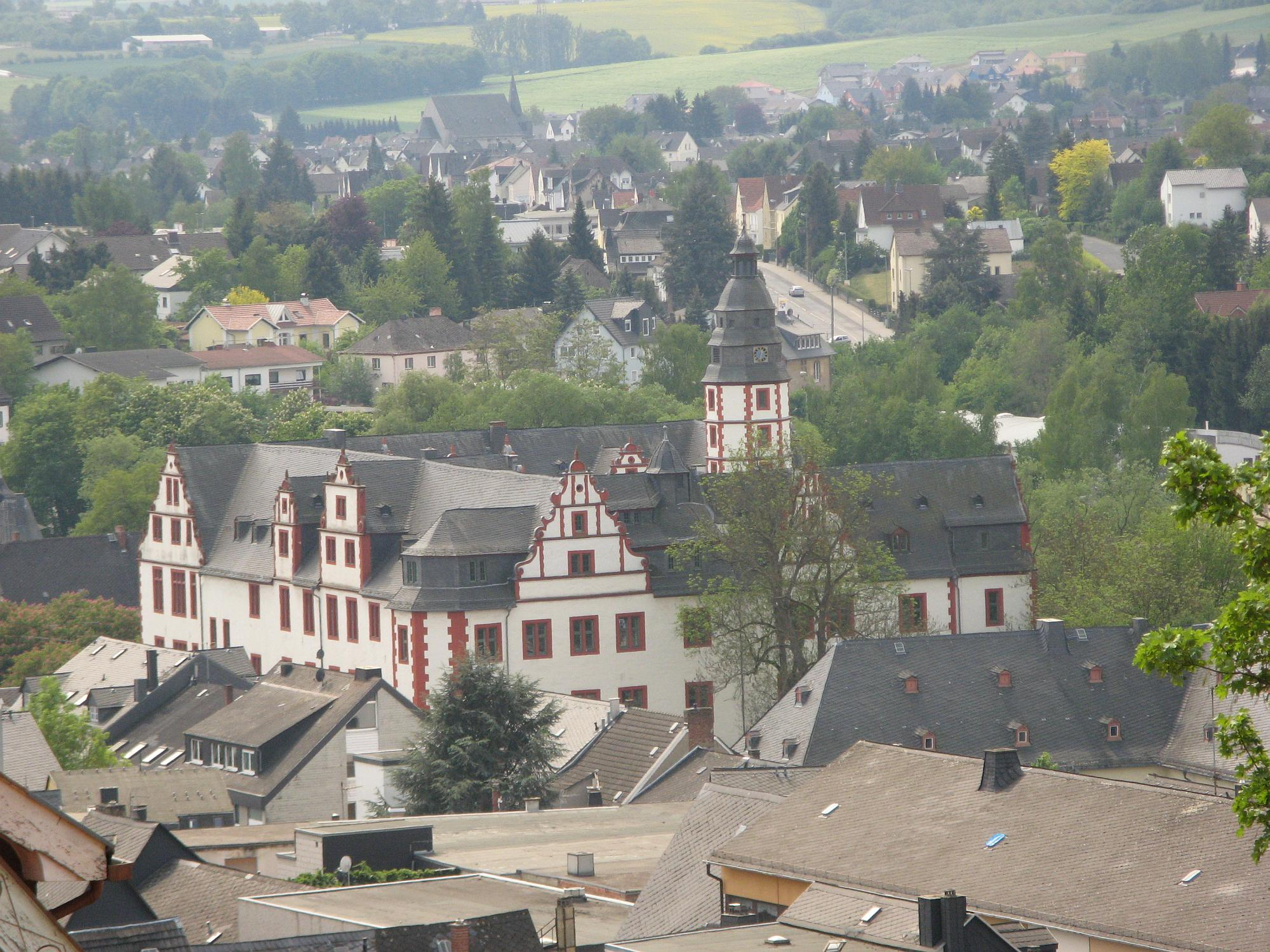
Vista geral do Schloss Hadamar a partir do Herzenberg.

Pouco depois de 1607 surgiram as primeiras especificações de construção da estrutura conhecidas. Na essência, tratava-se de um castelo completamente cercado por um fosso de água. Directamente para o fosso, juntava-se um muro pequeno, existindo um pequeno zwinger entre ele e a muralha principal. O fosso de água dispunha da sua própria fonte de água no lado exterior da ala leste, de forma a que pudesse ser abastecido de água sem depender do riacho.

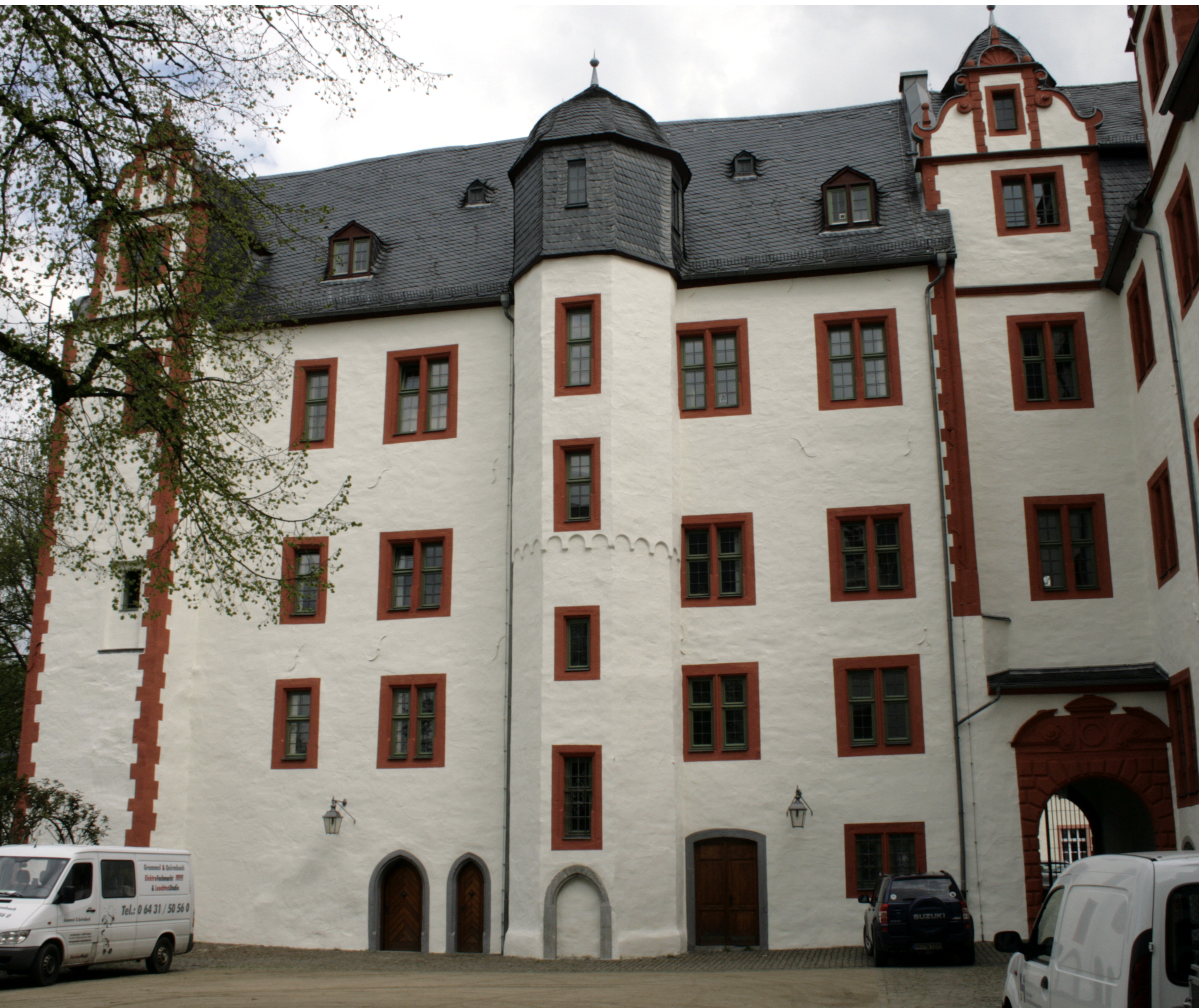
Ala norte com a torre-escada saliente, ao centro.

O portão principal ficava na ala norte, o qual podia ser alcançado através duma ponte levadiça e era protegido por um sistema de porta dupla. O portão exterior tinha uma portaria, enquanto o interior era protegido por uma torre.
A ala norte, com quatro pisos, tinha outras duas torres nas extremidades e alojava os apartamentos dos funcionários administrativos (kellerbeamten). No interior, estava instalada uma torre saliente com um escada em espiral.
A ala leste, aparentemente devido aos danos mal resolvidos causados por um incêndio, neste momento era apenas usado como celeiro e armazém de cereais. Anteriormente, parece ter sido uma área residencial. No canto noroeste existia uma casa-torre. Além disso, erguia-se no lado do pátio da ala leste a maciça torre do complexo, a qual servia como torre-escada para a ala e também como torre de menagem. No pátio, em frente da torre de menagem, existia uma fonte.
A oeste, em direcção ao Elbbach, e fechando o complexo a sul com muralhas de madeira, no lado interior, existiam provavelmente edifícios agrícolas construídos em madeira.

### Depois da renovação do século XVII

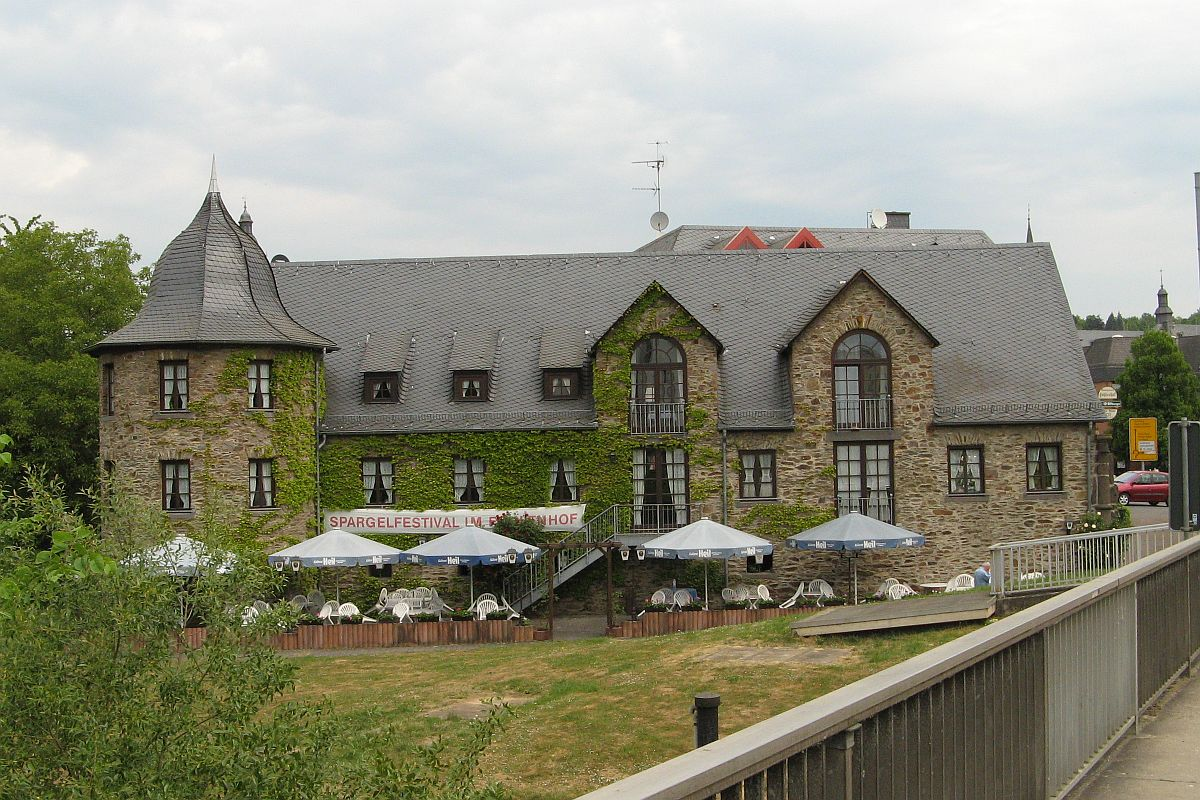
O Fohlenhof ("Pátio das Éguas") do Schloss Hadamar.

O aspecto actual do palácio é marcado, principalmente, pela reconstrução do século XVII. O desenho em forma de ferradura, com três pisos, janelas cruzadas e águas furtadas com empenas com encaracolados mostra características típicas do Renascimento. A ala leste foi expandida para sul. A escadaria central baseia-se na torre de canto sul do antigo castelo, que foi inserida no novo palácio. Para norte fica a antiga capela palaciana, onde está localizado o coro da igreja monástica original, a qual foi dividida em duas salas por um tecto falso horizontal durante a conversão empreendida sob Johann Ludwig.

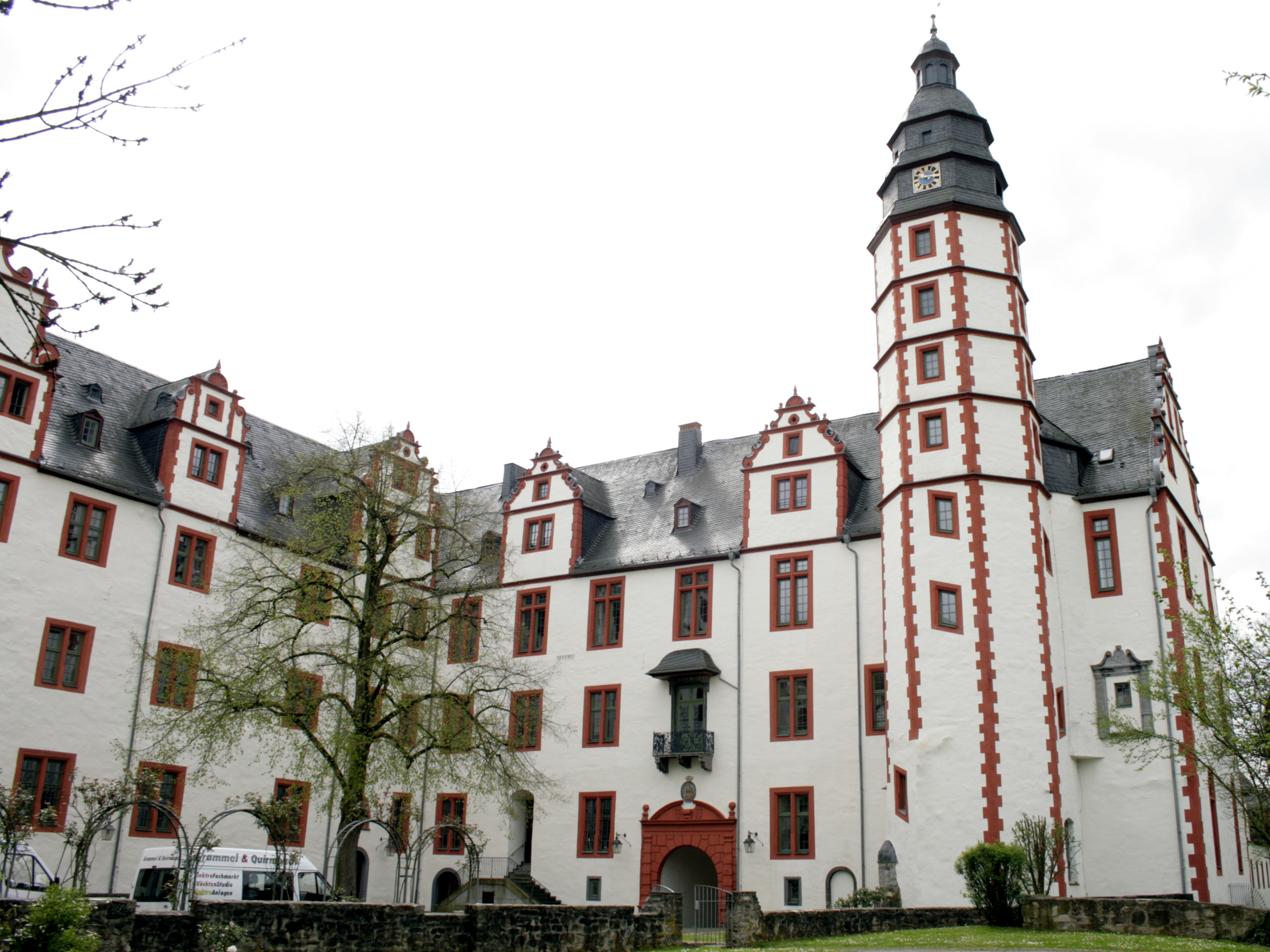
Ala sul do Schloss Hadamar vista através do pátio do palácio.

A ala norte inclui o alto salão gótico, surgido cerca de 1440. Sob a ala leste existe uma espaçosa adega abobadada. A ala sul alojava no piso térreo, além da nova capela, a cozinha, com salas de estar acima, e um salão de inverno e de verão no andar superior. Este novo edifício foi desenvolvido sobre uma torre-escada, construída antes do lado interior. O lado ocidental do pátio foi concluído por um edifício longo de apenas dois pisos, que possuía arcadas no lado interior de ambos os níveis. Além disso, foi criada uma fonte e preenchido o antigo poço.
O primeiro pátio com instalações agrícolas, a sul, foi alinhado com a arquitectura do palácio e rodeado por edifícios em forma de ferradura aberta para leste. O fosso de água manteve-se inicialmente no sul parcialmente conservado ou expandido, de forma a rodear, também, o segundo pátio agrícola, chamado de Fohlenhof ("Pátio das Éguas").
A leste e norte do palácio foi plantado um grande jardim. A entrada principal para o pátio do palácio era o portão norte, que se abria para o "edifício novo" (neuen Bau). Nele estavam alojadas as autoridades administrativas. Tratava-se de um edifício quadrado com um pátio interior abaixo e executado com adornos como o próprio palácio, tendo apenas uma sala abobadada no lado interior da ala oeste. A estrada principal que atravessa Hadamar passava pelo pátio do palácio e pelas suas dependências.

### Alterações até à actualidade

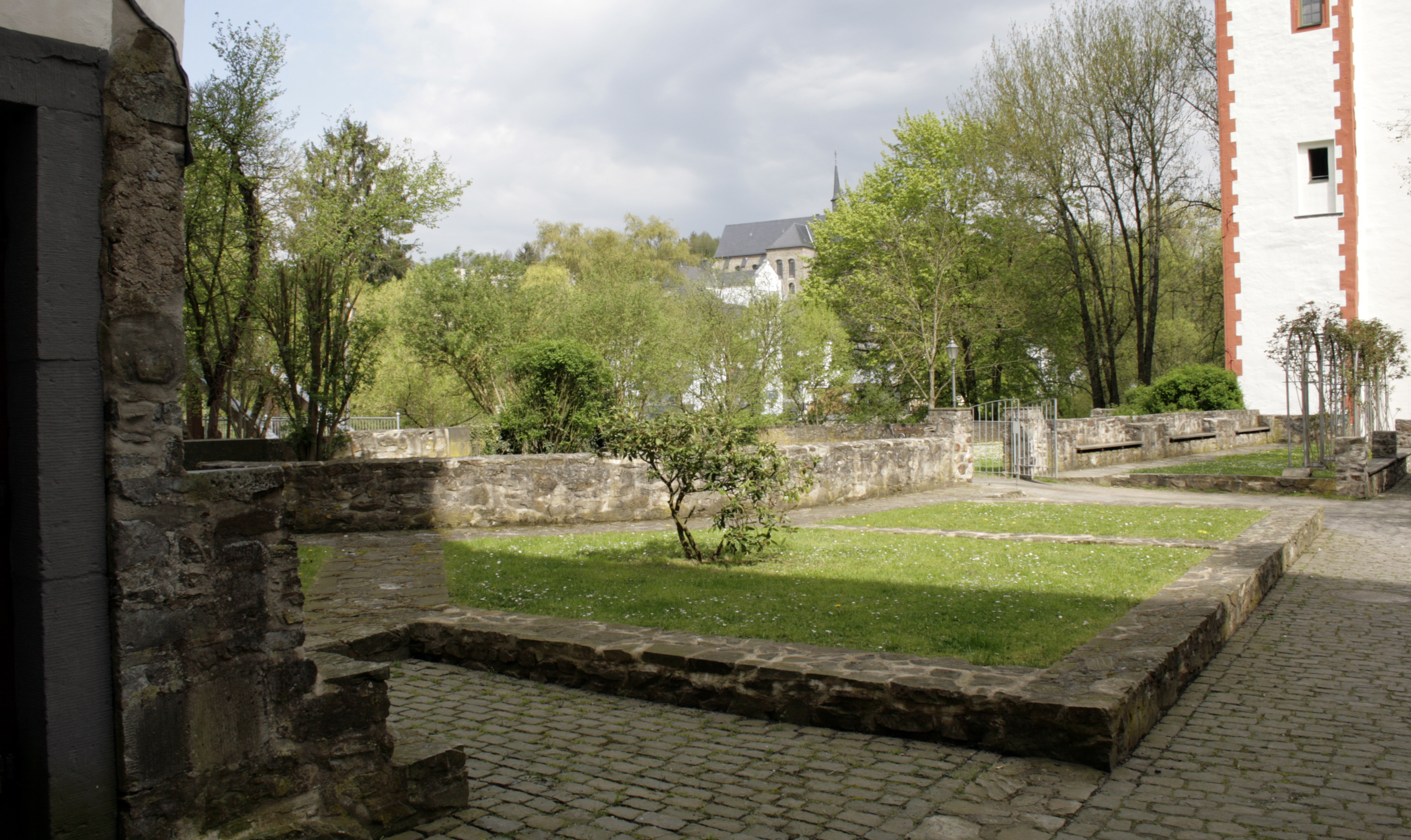
Vista para oeste, através do pátio do palácio, com a Igreja de Santo Egídeo ao fundo. À esquerda reconhecem-se as ligações de parede da ala oeste.

A torre-escada original da ala sul foi posteriormente aumentada para três pisos e dotada de um telhado cónico, tornando-se, assim na torre principal e passando a dominar todo o complexo. Em 1705, o moinho do castelo, anteriormente localizado mais a montante do Elbbach, mudou-se para a foz do Faulbach e, portanto, passou a ser a continuação dos edifícios do Fohlenhof no lado oposto da estrada.

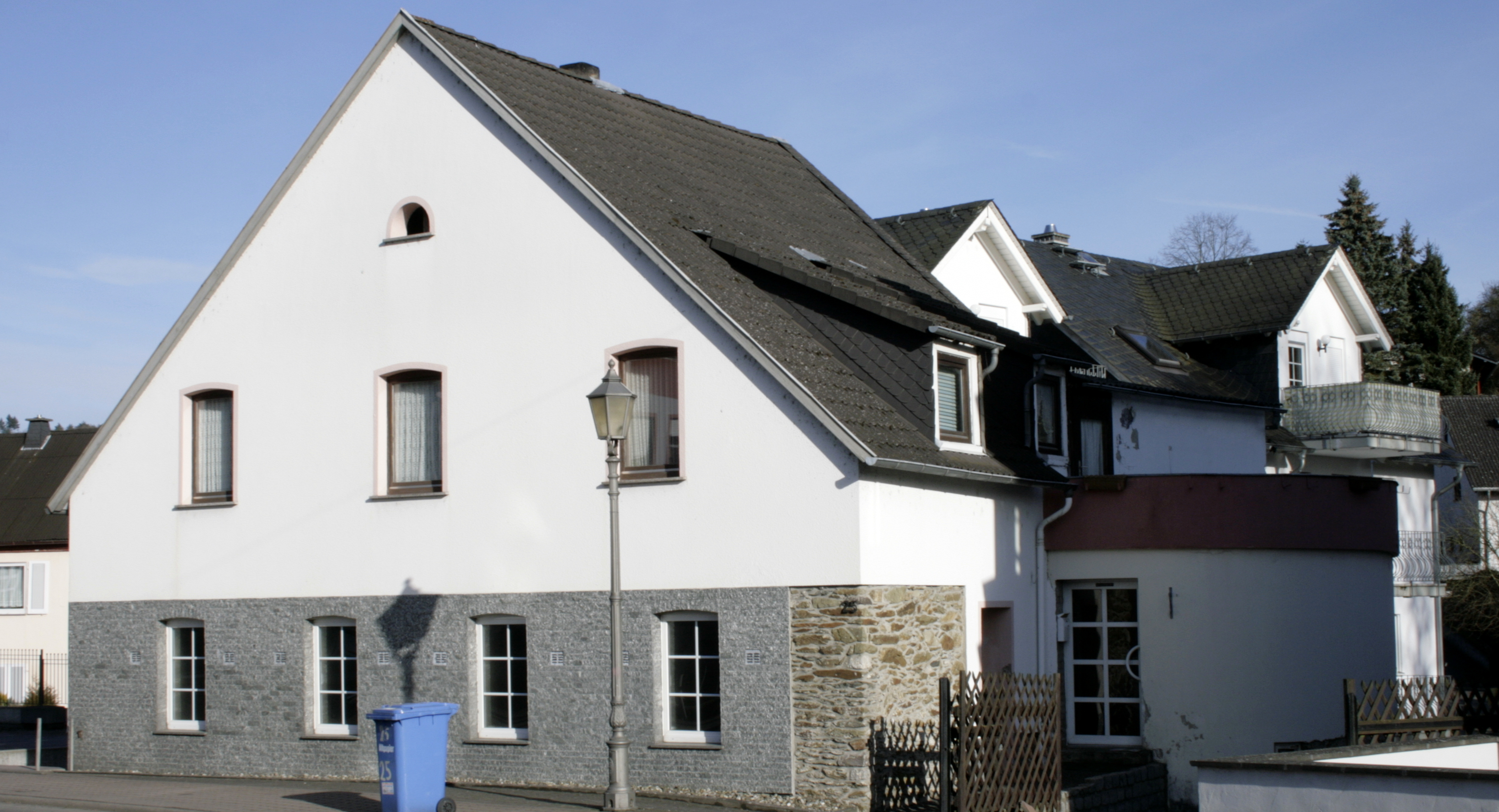
Moinho do complexo visto de sudoeste.

A casa de madeira rebocada hoje existente data de cerca de 1800 e ainda contém partes da tecnologia do moinho. Na década de 1780, foi demolido, juntamente com a ala oeste localizada por trás dessa ponte sobre o Elbbach. A entrada de frente para a cidade, na torre-escada da ala leste, foi criada no século XIX. Em 1850 foi emparedado o salão semi-circular do "Edifício Novo". Pouco depois, o exterior do complexo mudou substancialmente: os jardins do palácio foram vendidos a proprietários privados e urbanizado com casas. A construção da actual Gymnasiumstraße, em 1852, fez desaparecer os restos dos jardins até à Turnplatz. Além disso, a ala leste do "Edifício Novo" e os pátios agrícolas norte e sul foram demolidos juntamente com o portão dessa área. No sítio da ala norte do Edifício Novo existiu uma prisão, substituída em 1900 por um novo edifício, que serviu como um centro de detenção de 1952 a 1966 e foi demolido em 1984. Em vez da ala leste do pátio agrícola sul, foi construído um novo edifício na década de 1960, entretanto substituído por um edifício comercial em banda.
A grande cave abobadada sob a ala sul foi dividida em pequenos abrigos antiaéreos durante a Segunda Guerra Mundial.

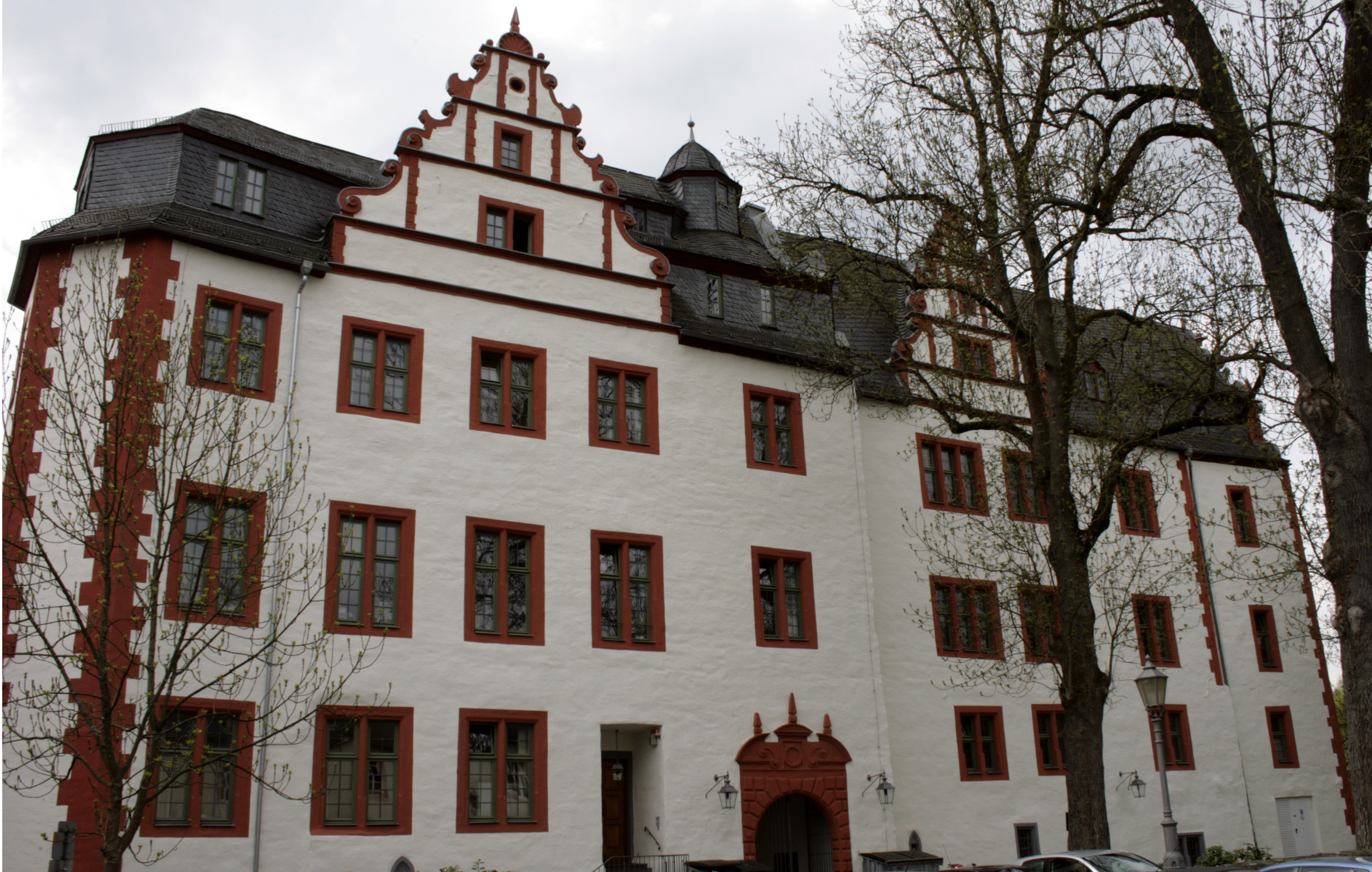
A ala norte do Schloss Hadamar
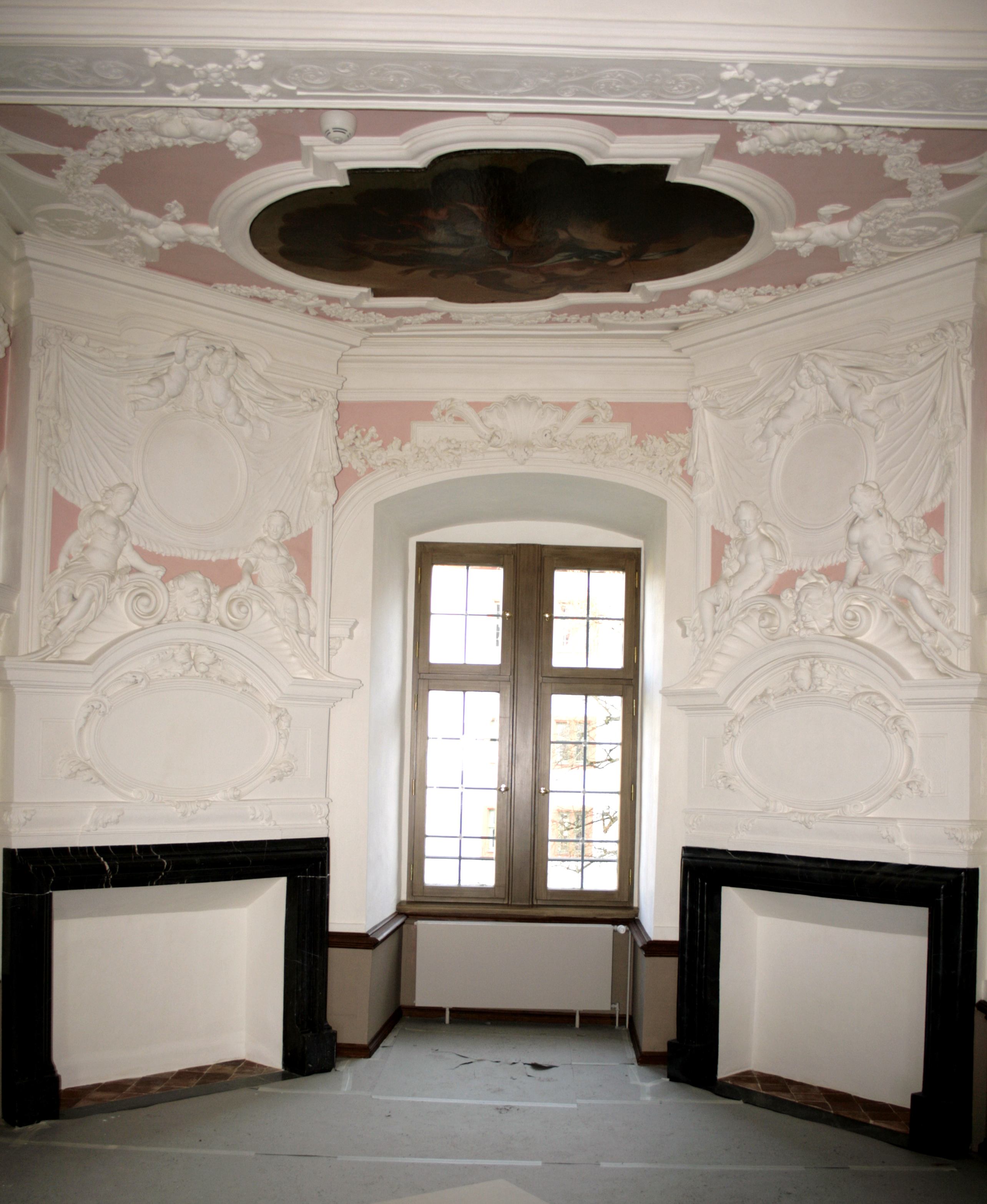
Ornamentos em estuque na residência dos príncipes
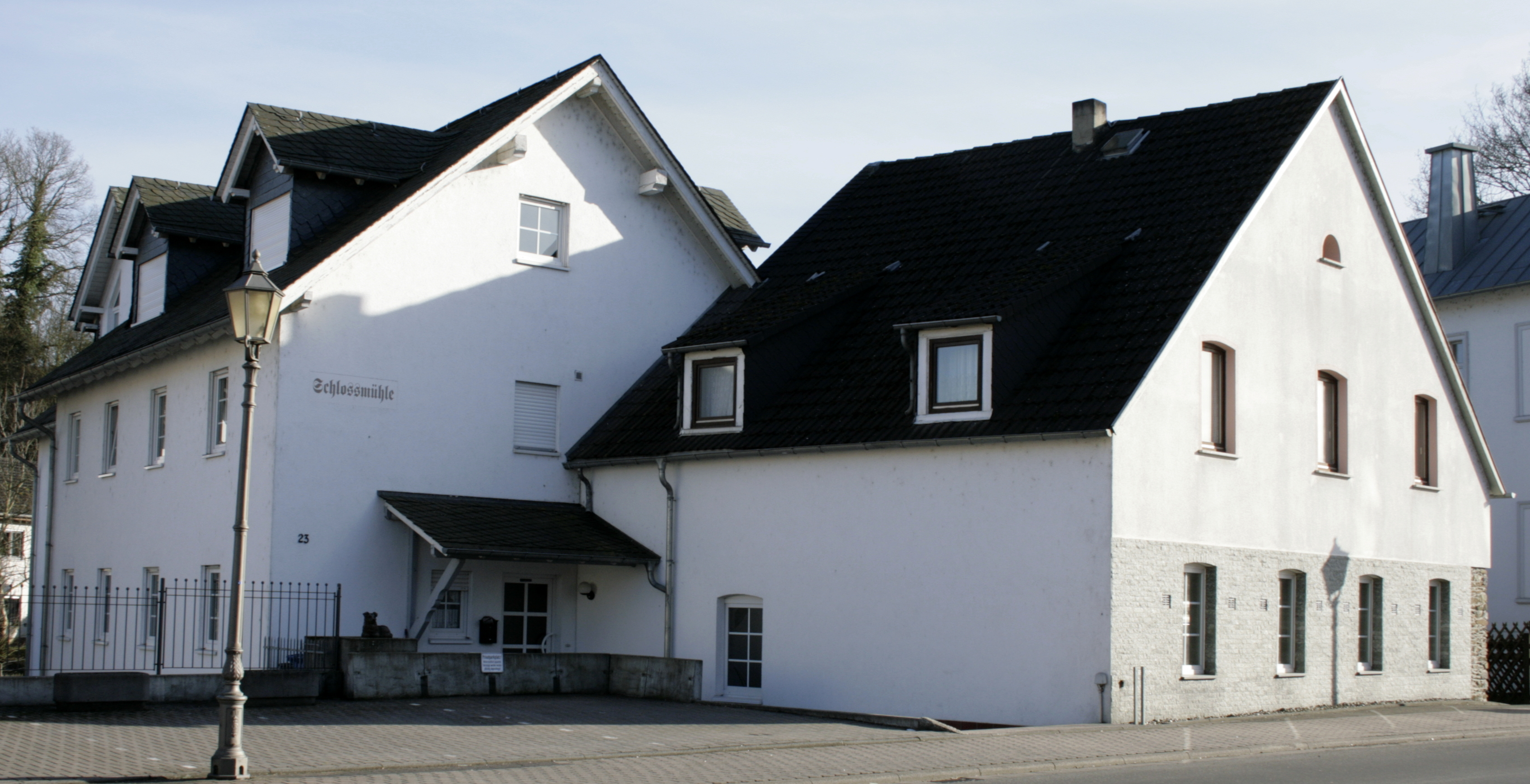
Moinho do complexo visto de noroeste